# Síndrome de Capgras
La síndrome de Capgras o mal de Capgras és un trastorn mental que afecta la capacitat d'identificació del pacient. Aquest creu que una persona, generalment un familiar, és reemplaçat per un impostor idèntic a eixa persona (en alguns casos, fins i tot amb mascotes).

## Història
Va ser anomenada en honor de Jean Marie Joseph Capgras, psiquiatre francès que va reconèixer la malaltia sota el nom de l'illusion des sosies ('il·lusió dels dobles') en el 1923. Capgras va documentar el cas d'una dona de 74 anys que afirmava que el seu espòs havia estat reemplaçat per un estrany. La pacient reconeixia amb facilitat els altres familiars, tots excepte el seu espòs.

## Definició
En el Tractat de psiquiatria d'Hales-Talbott (Ancora, 1996) es defineix com: "el pacient creu que una persona estretament relacionada amb ell ha estat substituïda per un doble". I en la Sinopsi de psiquiatria de H. Kaplan (Panamericana, 1999) com: "la idea delirant que altres persones, normalment molt properes al pacient, han estat reemplaçades per dobles exactes, que són impostors".
Aquesta malaltia està relacionada amb la pèrdua del reconeixement emocional dels rostres familiars. La seva causa podria ser una desconnexió entre el sistema de reconeixement visual i la memòria afectiva.
És una de les falses identificacions que s'han descrit en el 23-50% dels pacients amb demència, així com la síndrome de Fregoli, la confusió entre televisió i realitat o la síndrome de l'hoste fantasma.
Pot presentar-se de forma aguda, transitòria o crònica. També s'han donat casos en què els pacients tenen el convenciment que el temps ha estat "distorsionat" o "substituït".  El deliri passa més comunament en individus diagnosticats amb esquizofrènia paranoide, però també s'han diagnosticat en lesions cerebrals, DCL (demència amb cossos de Lewy) i altres demències. Es presenta normalment en individus amb una malaltia neurodegenerativa, particularment a una edat avançada.  També s'han donat casos en què ocorre en associació amb diabetis, hipotiroïdisme i atacs de migranyes. En un cas aïllat de trastorn de Capgras, un subjecte sa va ser induït temporalment pel consum de droga, ketamina.

## Signes i símptomes
Els següents dos informes de casos són exemples del trastorn de Capgras en un entorn psiquiàtric:
- Passer i Warnock, 1991[7]

Diane era una dona soltera de 28 anys que va ser vista per a una avaluació en un programa d'un hospital de dia en preparació per a ser donada l'alta d'un hospital psiquiàtric. Aquest era el seu tercer ingrés psiquiàtric en els últims cinc anys, sempre tímida, Diane es va tornar psicòtica per primera vegada als 23 anys. Seguint un examen pel seu psiquiatre, va començar a preocupar-li que el doctor hagués danyat el seu interior i que pot ser mai pogués ser capaç de quedar-se embarassada de nou. La condició del pacient va millorar amb tractament neurolèptic però es va deteriorar després de l'alta perquè ella va rebutjar la medicació. Quan va ser admesa vuit mesos després, es va presentar amb deliris on un home estava fent còpies exactes de persones- "pantalles" - i que hi havia dos pantalles d'ella, una malvada i una altra bona. El diagnòstic va ser esquizofrènia amb trastorn de Capgras. Estava despentinada i tenia una calba en el cuir cabellut auto-infligida.
- Sinkman, 2008[8]

El següent cas és un exemple de la síndrome de Capgras resultant d'una malaltia neurodegenerativa:
Fred, un home de 59 anys amb alta qualificació escolar, va ser remès per a una avaluació neurològica i neuropsicològica causa de alteracions cognitives i del comportament. Ell havia treballat com a cap d'una petita unitat dedicada a la investigació energètica fins uns mesos abans. El seu passat mèdic i la seva història psiquiàtrica va passar sense incidents. […] La dona de Fred va informar que uns 15 mesos des de l'inici, va començar a veure-la com un "doble" (les seves paraules). El primer episodi va ocórrer un dia quan, després de venir a casa, Fred li va preguntar on era Wilma. Per la seva sorprenent resposta que estava just aquí, ell va negar fermament que ella fos la seva dona Wilma, qui ell "coneixia molt bé com la mare del seu fill", i va seguir dient clarament que Wilma podria haver-se'n anat i tornar més tard. […] Fred va presentar un deteriorament cognitiu progressiu caracteritzat tant per la gravetat com per la disminució ràpida. A part de la síndrome de Capgras, la seva presentació neuropsicològica va ser contrastada per alteracions del llenguatge que suggereixen una disfunció executiva frontal. La seva discapacitat cognitiva va acabar en un sever síndrome frontal.

## Causes
En general, s'està d'acord amb que la síndrome de Capgras té una base complexa i orgànica (i es pot entendre millor en examinar el dany neuroanatòmic associat amb la síndrome). 
La primera pista per trobar les possibles causes de la síndrome de Capgras van ser suggerides per l'estudi del cervell danyat en pacients que haurien desenvolupat prosopagnòsia. En aquesta condició, els pacients són incapaços de reconèixer cares conscientment, tot i ser capaços de reconèixer un altre tipus d'objectes visuals. No obstant això, un estudi de 1984 per Bauer va mostrar que tot i que el reconeixement facial conscient estava deteriorat, els pacients amb aquesta condició van mostrar activació automàtica (mesura per una mitjana de respostes galvàniques de la pell) a cares familiars, que suggereixen que hi ha dues formes de reconèixer rostres-una conscient i un altre inconscient.
En un escrit publicat el 1990 al British Journal of Psychiatry, els psicòlegs Hadyn Ellis i Andy Young van formular la hipòtesi que els pacients amb la síndrome de Capgras poguessin tenir una "imatge reflectida" o una doble dissociació de prosopagnòsia, la seva habilitat conscient per reconèixer rostres estava intacta, però podrien tenir danys en el sistema que produeix una excitació emocional automàtica cap a cares familiars.
Això podria comportar reconèixer algú mentre sent que alguna cosa no està "bé" sobre ells. El 1997, Hadyn Ellis i els seus companys van publicar un estudi de cinc pacients amb síndrome de Capgras (tots diagnosticats amb esquizofrènia) i van confirmar que tot i que conscientment poguessin reconèixer les cares, no mostraven l'excitació emocional automàtica normal. El mateix nivell baix en la resposta automàtica es mostrava davant la presència de desconeguts. Young (2008) ha exposat com a teoria que això significa que els pacients amb aquest problema experimenten una "pèrdua" de familiaritat, no la seua "mancança" .  L'evidència addicional per a aquesta explicació prové d'altres estudis que mesuren les respostes galvàniques de la pell (GSR) a les cares.  Un pacient amb la síndrome de Capgras va mostrar una reducció en el GSR davant cares tot i el reconeixement facial normal. Aquesta teoria per explicar les causes de la síndrome de Capgras va ser resumida en Trends in Cognitive Science.
William Hirstein i Vilayanur S. Ramachandran van informar sobre troballes similars en un article publicat en un sol cas d'un pacient amb síndrome de Capgras després d'un dany cerebral.  Ramachandran va descriure aquest cas en el seu llibre Phantoms in the brain, i va fer una xerrada sobre el en un TED en 2007. Des que el pacient va ser capaç de sentir emocions i reconèixer cares, però no sentir emocions quan es tractava de reconèixer cares familiars, Ramachandran va formular la hipòtesi que l'origen de la síndrome de Capgras és una desconnexió entre l'escorça temporal, on els rostres són normalment reconeguts (veure lòbul temporal), i el sistema límbic, involucrat en les emocions. Més específicament, va emfatitzar la desconnexió entre l'amígdala i l'escorça inferotemporal. 
El 2010, William Hirstein va revisar aquesta teoria per explicar per què una persona amb la síndrome de Capgras tindrà la particular reacció de no reconèixer a un familiar.  Hirstein explained the theory es follows:
Hirstein va explicar la teoria com aquesta a continuació:
... la meva hipòtesi actual sobre Capgras, que és una versió més específica de la posició que vaig prendre en el meu article en 1997 amb V. S. Ramachandran. D'acord amb la meva actual proposta, representem a les persones que coneixem bé amb representacions híbrides contingudes en dues parts. Una part dels representa externament: com es veuen, sonen, etc. L'altra part dels representa internament: les seves personalitats, creences, emocions característiques, preferències, etc. La síndrome de Capgras passa quan la part interna de la representació està danyada o és inaccessible. Això produeix la impressió d'algú que es veu a l'exterior, però sembla diferent per dins, és a dir, un impostor. Això proporciona una explicació molt més específica que encaixa bé amb el que realment diuen els pacients. Corregeix un problema amb la hipòtesi anterior que hi ha moltes respostes possibles a la manca d'una emoció en veure algú.
A més, Ramachandran suggereix una relació entre la síndrome de Capgras i una dificultat més general per vincular successius records episòdics a causa del paper crucial que juga l'emoció en la creació de records. Des que el pacient no va poder posar records i emocions junts, creia que els objectes presents en una foto eren nous cada vegada que els veia, tot i que normalment li haguessin evocat emocions (ex una persona propera a ell, un objecte quotidià, o el mateix).  Altres com Merrin i Silberfarb (1976) també han proposat vincles entre la síndrome de Capgras i dèficits en aspectes de la memòria. Suggereixen que una persona important i familiar (el subjecte usual en el deliri) té moltes capes de records visuals, auditius, tàctils i experimentals associats amb ells, Pel que el deliri de Capgras es pot entendre com la decisió de la constància de l'objecte en un alt nivell de percepció.
El més probable, més que un deteriorament de la resposta d'activació emocional automàtica és necessària per formar el deliri de Capgras, ja que s'ha reportat el mateix patró en pacients que no mostraven cap signe de deliris.  Ellis va suggerir que un segon factor explica perquè aquesta inusual experiència es transforma en una creença delirant; aquest segon factor es pensa que és un impediment en el raonament, encara que no s'ha trobat cap deteriorament definitiu per explicar tots els casos.  Molts han defensat la inclusió del paper de la fenomenologia del pacient en els models explicatius de la síndrome de Capgras per comprendre millor els mecanismes que permeten la creació i el manteniment de creences delirants. 
La síndrome de Capgras també ha estat relacionat amb paraamnèsia reduplicativa, un altre síndrome delirant d'identificació errònia. Des que aquestes síndromes són altament associats, s'ha proposat que afecten a àrees similars del cervell i per això tenen implicacions neurològiques similars. La paraamnèsia reduplicativa es coneix per afectar el lòbul frontal i, per tant, es creu que la síndrome de Capgras està també associat amb el lòbul frontal.  Tot i que el mal no és directament causat en el lòbul frontal, una interrupció de signes entre d'altres lòbuls i el frontal, podria ser resultat de la síndrome de Capgras. 

## Diagnòstic
Com que és una condició rara i poc coneguda, no hi ha una manera definitiva de diagnosticar la síndrome de Capgras. El diagnòstic es realitza principalment en l'avaluació psicològica del pacient, que probablement és dut a l'atenció d'un psicòleg per un familiar o un amic que es creu que és un impostor sota l'engany.

## A la cultura popular
- La novel·la de ciència-ficció The Body Snatchers de Jack Finney (1955) comença amb diverses persones que van al metge del poble, convençudes que els seus éssers estimats han estat reemplaçats per rèpliques exactes.

- A la història de John W. Campbell Qui viu?, Posteriorment adaptada al cinema en 1982 (a La Cosa), es tracta d'un poder aliè que imita a altres formes de vida i als éssers humans de la seva classe. La trama se centra en la desconfiança i la paranoia resultant entre el personal d'una base antàrtica, entre ells un biòleg que amenaça amb eliminar els alienígenes matant a cada un d'ells.

- En el conte de Shirley Jackson The Beautiful Stranger, la protagonista comença amb la il·lusió de que el seu marit ha estat substituït i en última instància, és incapaç de reconèixer la seva pròpia casa.

- En capítols de diferents sèries de TV.